# Rižnjak
Rižnjak je nenaseljeni otočić uz zapadnu obalu otoka Molata. Od obale Molata je udaljen oko 1,35 km.
Površina otoka je 9.325	m2, duljina obalne crte 351 m, a visina oko 8 metara.